# Brassovia vára
Brassovia vára (románul: Cetatea Brassovia, németül: Zinnenburg) a Cenken elhelyezkedő parasztvár, a környék legfontosabb védelmi pontja volt. Eredete nem tisztázott (egyes történészek szerint az ókorban épült, mások a középkorra datálják), végső formáját a 13. században nyerte el. A 15. században Hunyadi János parancsot adott a vár lebontására, mivel úgy ítélte meg, hogy fenntartása túlságosan nehézkes, és ha az ellenség kezére kerül, veszélyt jelent az egész vidékre. A 21. századra már csak néhány alacsony falszakasz és alapzat maradt az egykori várból. A romániai műemlékek jegyzékében a BV-I-m-B-11259.01 sorszámon szerepel.
A Brassovia nevet csak a modern korban kapta (legelőször 1805-ben említik ezen a néven); a korabeli okmányok szerint a régi brassóiak egyszerűen „várnak” vagy „nagy várnak” nevezték.

## Története, feltárása
A vár keletkezésének dátuma máig vita tárgyát képezi a történészek között. Nicolae Iorga, Nicolau Popu és mások szerint Brassovia várát a Német Lovagrend építette a 13. század elején, Bakó Géza szerint pedig a 13. század második feléből, a tatár betörések idejéből származik. Köpeci Sebestyén József a 11. századi magyar királyi határvédelmi rendszer utolsó, legnyugatibb láncszemének vélte. Erich Jekelius, Sextil Pușcariu, Ion Podea és mások véleménye az, hogy a vár már az ókorban is létezett, a teutonok csak átépítették és megerősítették. Olyan vélemények is vannak, melyek szerint a népvándorláskor idejéből származik.
Az 1933 és 1937 között végzett régészeti ásatások római kori épületek és újkőkorszaki tárgyak maradványait tárták fel. Ugyanekkor bukkantak rá a Szent Lénárd-kápolna alapjaira is (lásd alább), mely a vár kútja fölé épült.
Jekelius szerint a német telepesek érkezése előtt a vár védelmét románok látták el, akik a mai Bolgárszeg területén egy Cutun nevű tanyán laktak; a legenda szerint egy alagút is volt Cutun és a vár között. A 13. század második felében a magyar királyi udvar székelyeket telepített a mai Bolonya környékére, hogy a várban helyőrségként szolgáljanak.
A brassóiak a várban vészeltek át több tatár- és törökdúlást. 1394–1395-ben Öreg Mircea itt helyezte biztonságba családját, a török harcok előestéjén. Az 1421-es török betörés során a brassóiak kénytelenek voltak zálogba adni a várat II. Murádnak. 1447 végén Hunyadi János visszavásárolta a várat a törököktől, majd parancsot adott a vár lebontására, mivel úgy ítélte meg, hogy fenntartása túlságosan nehézkes és költséges, és ha az ellenség kezére kerül, veszélyt jelent az egész vidékre. A bontást 1455 tavaszán fejezték be, a köveket a városerőd megerősítésére használták fel.
A vár emlékét továbbra is őrizte több földrajzi név, így dy burg gas (Vár utca, a jelenlegi Str. Castelului), Burch hols (Várnyak, a jelenlegi Str. Dobrogeanu Gherea), vagy Burggrund (Váralja, a jelenlegi Rakodó-negyed). Maga a Cenk neve is egykoron Burgberg (Várhegy) volt, Cenknek (Zinne) csak a 960 méteres csúcsot nevezték.
A romokat legelőször Joseph Teutsch térképezte fel 1750-ben, az első tanulmányt pedig Lucas Joseph Marienburg írta 1805-ben. A régészeti feltárások 1912-ben kezdődtek, Karl Ernst Schnell polgármester támogatásával. 1933-ban a Barcasági Szász Múzeum végzett ásatásokat Gustav Treiber és Sebestyén József vezetésével, 1937-ben pedig Alfred Prox. 1970-ben, a Cenk felvonójának építésekor lebontották a déli főkapu és a hozzá tartozó bástya maradványait, az utolsó nagyobb fennmaradt romokat.
A 21. század elején újra akarták építeni a várat, de ezt a környezetvédelmi hatóság nem hagyta jóvá. Jelenleg egy 1:100 léptékű makett látható a Cenk-felvonó alsó állomásánál.

## Leírása
Brassovia vára a legrégibb középkori erődítmény volt Brassó területén, és egy időben a legnagyobb középkori vár Délkelet-Erdélyben. A meredek sziklafalak és az elszigetelt hely miatt szinte bevehetetlen volt.
A vár a Cenk-tetőtől nyugatra helyezkedett el; alaprajza szabálytalan háromszög, területe megközelítőleg 2,3 hektár, és 170–180 cm magas, 80–180 cm vastag falai voltak. A 960 méteres Cenk-tető és a 925 méteres Kis-Cenk között egy északkelet-délnyugat irányú, 80 cm vastag, közel 200 méter hosszú fal húzódott. A távolság felénél négy, két keskenyebb és két szélesebb bejárat volt; innen egy ösvény indult nyugat felé a meredek domboldalon. A Cenk-tetőtől egy másik, 180 cm vastag fal indult déli irányba, majd nyugat felé fordult; itt csatlakozott a Rakodó felől érkező ösvény. A harmadik, szintén 180 cm vastag fal a Cenk-nyereg felé nézett és megközelítőleg a 920 méteres szintvonalon húzódott; itt volt a bástyával ellátott főkapu.

## A Szent Lénárd-kápolna
A román stílusú, Noblati Szent Lénárdnak szentelt kápolna a vár délnyugati részén, a főkapu közelében helyezkedett el. Hajója 8,5 × 7 méter alapú volt, melyhez egy kisebb kórus és egy félköríves apszis csatlakozott. 1401 körül a főhajót nyugat felé hosszabbították, és egy mellékhajót, továbbá egy előcsarnokot is hozzáépítettek. A kápolna a vár aknás kútja fölé épült; ez a kút öt méteres mélységből nyerte a vizet, ahol egy mészkőben kialakult, vízzáró márgaréteg által szigetelt barlangban egy forrás tört fel. A kútásók empirikus ismereteikre hagyatkozva sikeresen azonosították a forrás helyét, azonban az egyszerű emberek isteni csodának tekintették a friss víz jelenlétét a magasan fekvő sziklás platón, ezért a kápolnát Noblati Szent Lénárdnak dedikálták, aki a legenda szerint vizet fakasztott a földből.
A váréhoz hasonlóan a kápolna eredete, építésének ideje sem tisztázott. Sebestyén József szerint a kereszténység felvétele előtt épült, pogány kultikus helyre. Ferenczi Sándor a téglák kinézetét és méretét véve alapul a 11. századra datálta. Gustav Treiber szintén 11. századinak vélte, szerinte egy bencés kolostorhoz tartozott (a várfalhoz épített hét cellát pedig a szerzetesek lakhelyének tekintette), azonban ez a feltételezés nem nyert megerősítést. Alfred Prox ennél későbbre, a 13. századra tette a keletkezés időpontját, azzal érvelve, hogy Szent Lénárd legendája és tisztelete csak a 13. században terjedt el Erdélyben.
Nem sokkal a vár lebontása után, 1458-ben a már romossá vált kápolnát is elbontották. Szécsi Dénes esztergomi érsek azzal a kitétellel engedélyezte ezt, hogy a brassóiak a városi nagytemplomban (a későbbi Fekete templomban) oltárt állítanak Szent Lénárd tiszteletére.

## Képek

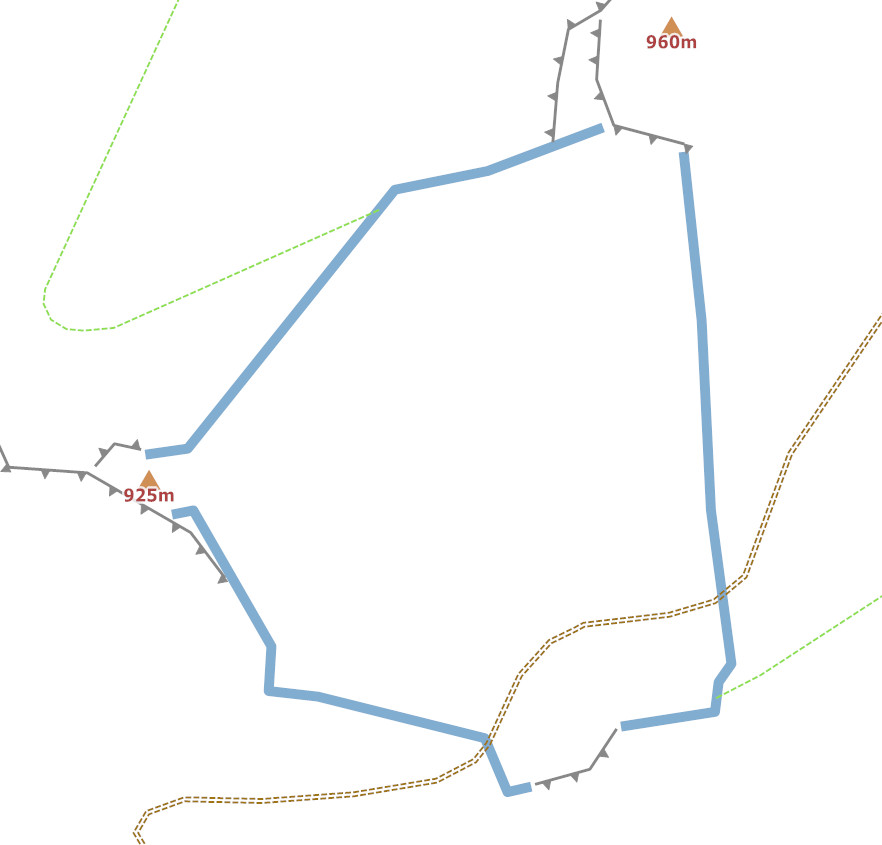
A vár feltételezett alaprajza
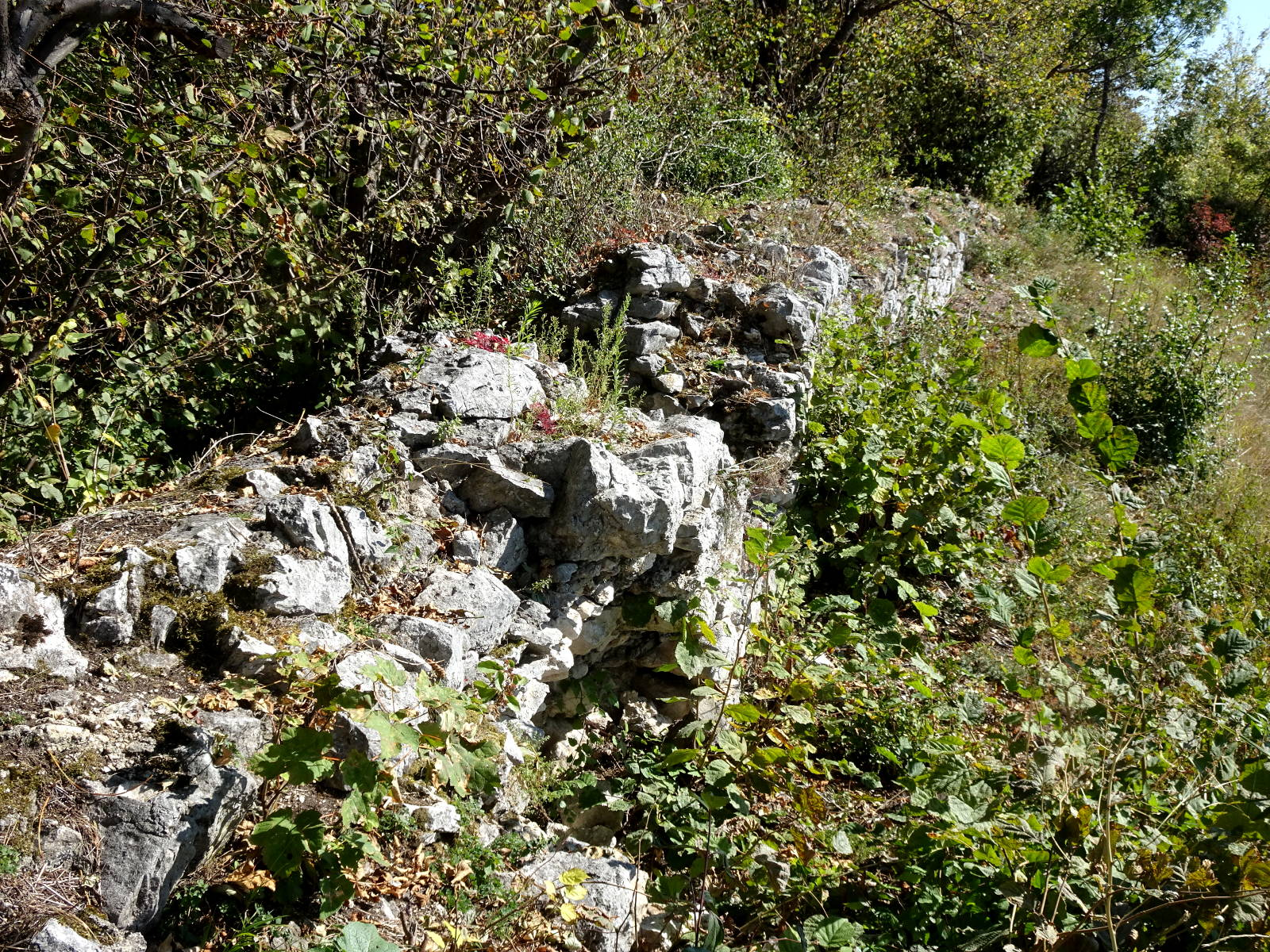
A délnyugati fal maradványa
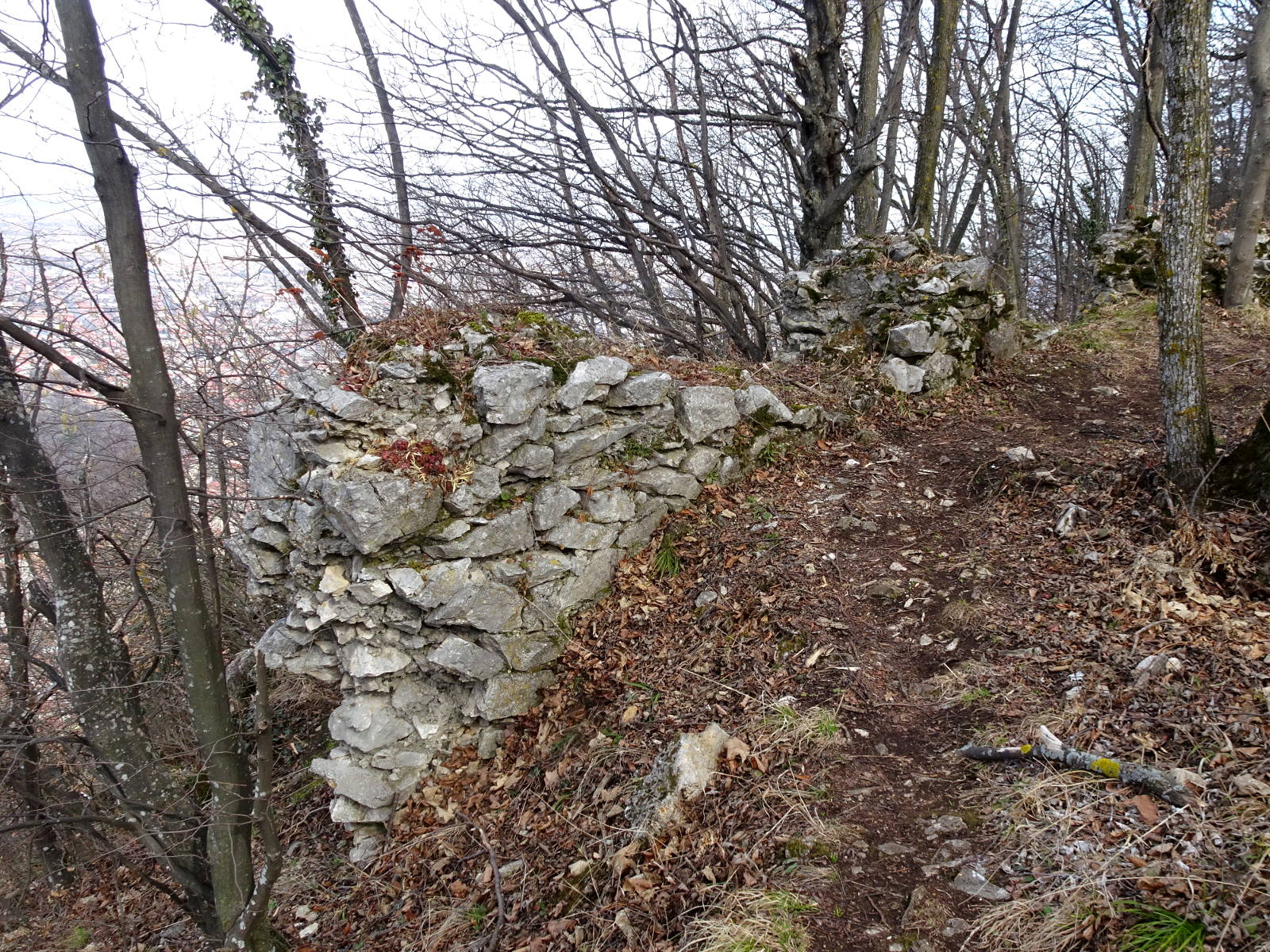
Az északnyugati fal maradványa
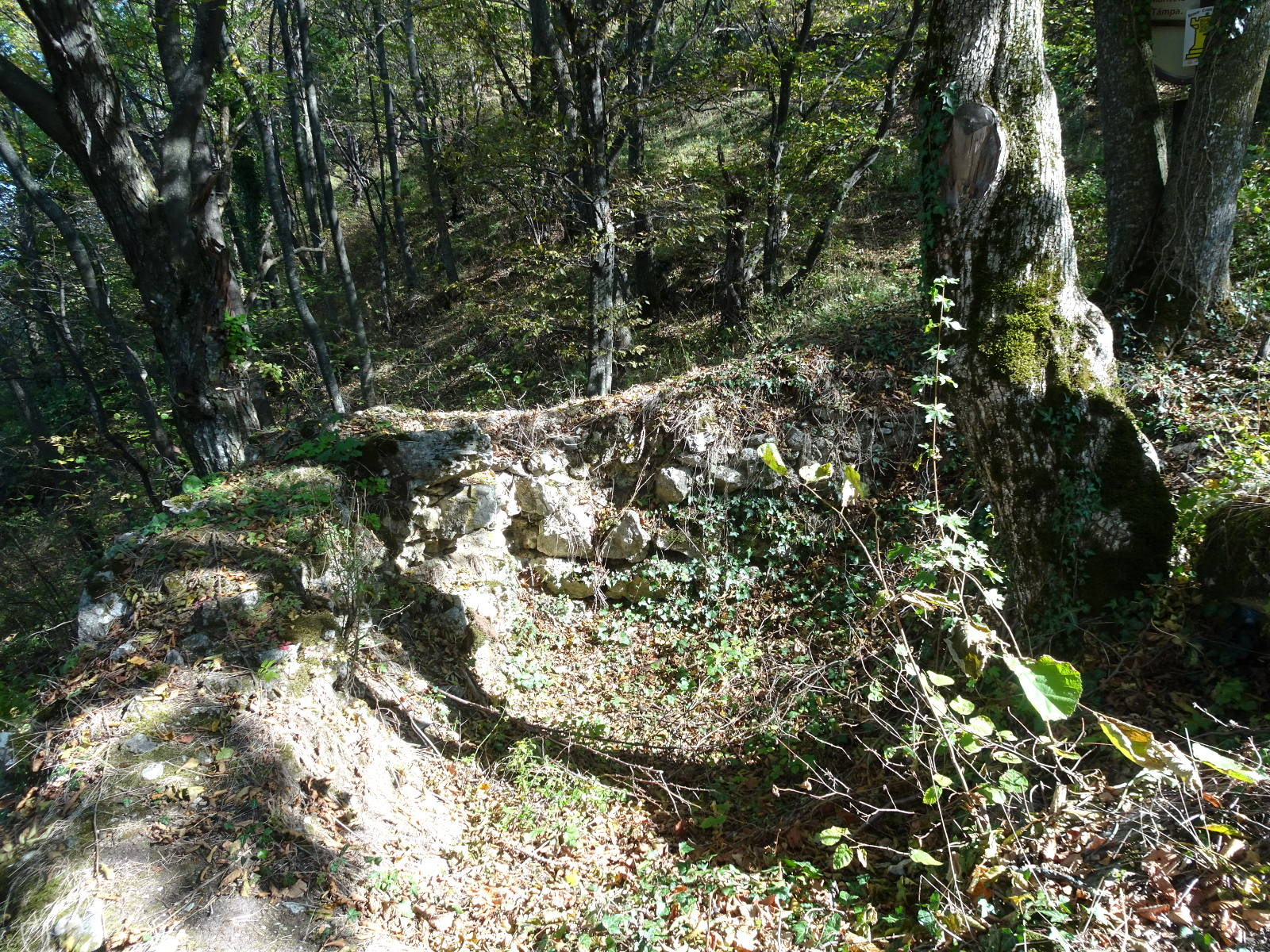
Egy torony alapja
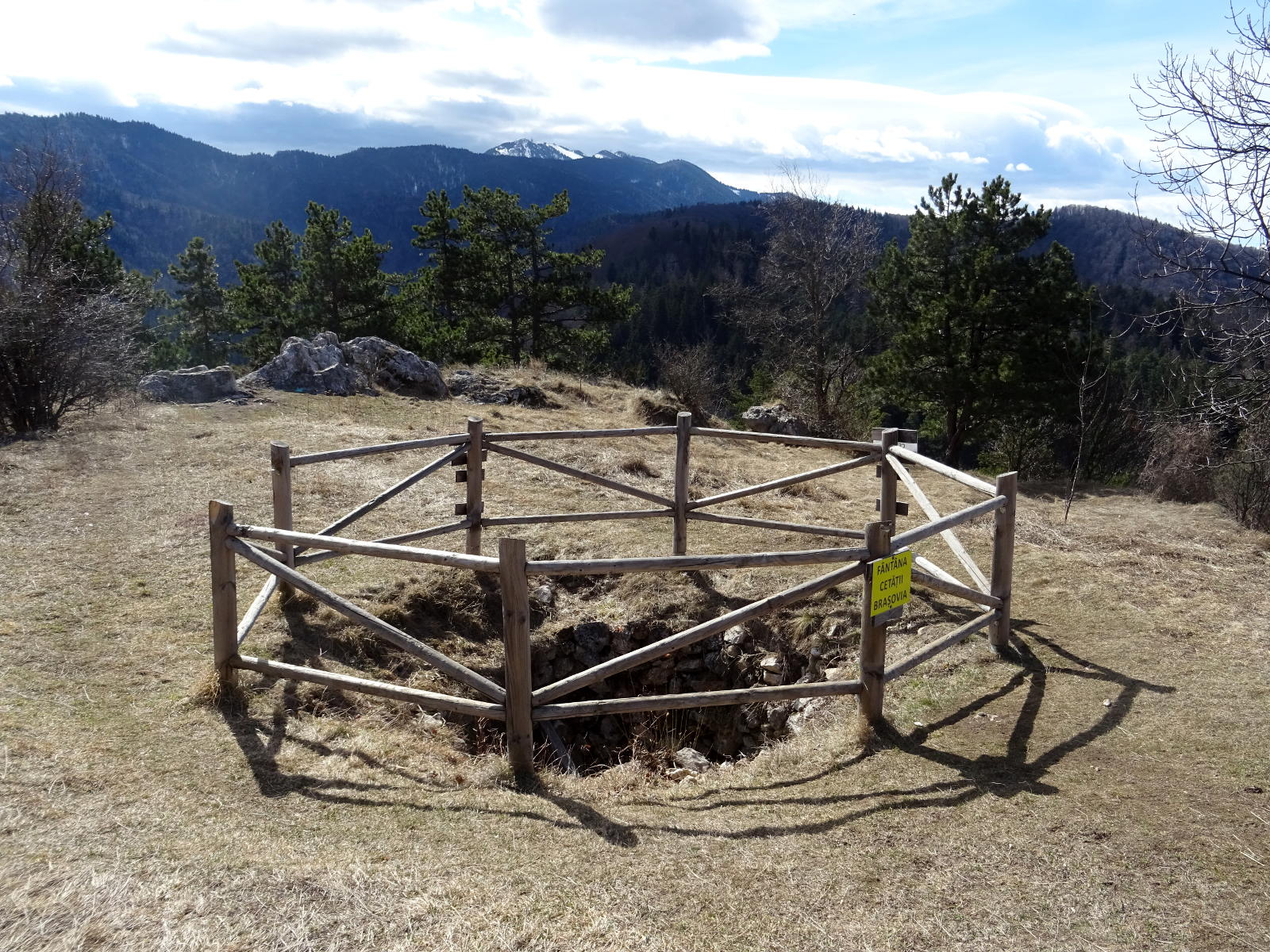
A kápolna kútja